# Parmotrema bonplandii
Parmotrema bonplandii är en lavart som först beskrevs av Mata, och fick sitt nu gällande namn av O. Blanco, A. Crespo, Divakar, Elix & Lumbsch. Parmotrema bonplandii ingår i släktet Parmotrema och familjen Parmeliaceae.   Inga underarter finns listade i Catalogue of Life.